# گاومیش‌آباد (شوشتر)
کوی اندیشه (شوشتر)، روستایی از توابع بخش مرکزی شهرستان شوشتر در استان خوزستان ایران است.

## جمعیت
این روستا در دهستان میان‌آب (شوشتر) شمالی قرار دارد و براساس سرشماری مرکز آمار ایران در سال ۱۳۸۵، جمعیت آن ۵٬۶۸۸ نفر (۱٬۰۶۳خانوار) بوده‌است.